# Lucio Tasca
Lucio Tasca, né le 30 mai 1820 à Palerme où il meurt 18 juin 1892, est un aristocrate et homme politique italien.
Époux de la princesse Béatrice Lanza et Branciforte, il est le premier comte d'Almerita et nommé pair du parlement sicilien en 1848. Il est ensuite élu député du royaume d'Italie et nommé sénateur en 1889.

## Biographie
Lucio Tasca est le fils de Rosa Nicolosi et de Paolo Tasca Mastrogiovanni, membre d'une famille de fermiers de Mistretta qui s'est enrichit grâce au commerce de céréales pendant l'occupation anglaise. Cet enrichissement familial s'accompagne d'une importante élévation sociale qui permet à Lucio d'être anoblie et de s'apparenter à l'une des familles les plus prestigieuses de l'aristocratie sicilienne : il devient en 1846 comte d'Almerita après avoir épousé Beatrice Lanza e Branciforte, princesse de Trabia,  
En 1830, il rachète avec son frère Carmelo, l'ancien fief Regaleali de près de 1 200 hectares à Sclafani et transforme l'exploitation en ferme modèle. Au milieu du XIXe siècle, il met à disposition ses terres à Federico Paulsen pour la sélection des porte-greffes de vignes résistants au phylloxéra.  
Durant la révolte sicilienne, il est membre du Parlement sicilien (1848-1849).
Entre 1840 et 1860, il transforme le jardin à l'italienne de la villa Tasca à Palerme, propriété historique de la famille Trabia, en jardin romantique avec de nombreuses plantes exotiques.
En 1861, il est élu député du royaume d'Italie pour le collège de Caccamo, mais démissionne hâtivement pour raison de santé
Il est nommé sénateur le 26 janvier 1889.
Il est également membre de l'Académie des sciences naturelles et économiques de Palerme, de la Société sicilienne pour l'histoire de la patrie et régent au siège de Palerme de la Banque d'Italie.

## Descendance
Son fils aîné, Lucio, prend le titre de prince de Cuto par son mariage. Père du député socialiste Alessandro Tasca et de la mondaine Giulia Trigona, grand-père de l'écrivain Giuseppe Tomasi di Lampedusa, il recueille un autre petit-fils, Filippo Cianciàfara Tasca di Cutò (it), orphelin après la mort de ses parents, Nicoletta Filangeri Tasca di Cutò et le chevalier Francesco Cianciafara, dans le séisme du 28 décembre 1908 à Messine. 
Son fils cadet, Giuseppe Tasca Lanza, est comme lui député, sénateur et maire de Palerme. 
Sa fille, Rosa, épouse Francesco Spinello, prince de Scalea et de Butera, également sénateur.